# Paul Neergaard
Pierre Paul Ferdinand Mourier de Neergaard, v esperantu Paŭlo Neergardo, známější jako Paul Neergard (19. února 1907 – 13. listopadu 1987), byl dánský profesor agronomie, esperantista a redaktor..

## Dílo
- Atakoj kontraü gardenplantoj,
- La vivo de I.A Plantoj, dílo bylo přeloženo do mnoha jazyků
- Terminaro hortikultura
- Scienco kaj pseüdoscienci pri heredo kaj rasoj
- Fremd-vortoj en esperanto